# 화랑초등학교 (부산)
화랑초등학교는 대한민국 부산광역시 서구 동대신동1가에 있는 공립 초등학교이다.

## 학교 연혁
- 2025.03.01 12학급 편성(특수학급 1학급 포함)
- 2025.02.11 제63회 졸업식(졸업생 30명 누계 14.530명)
- 2024.09.24 다목적강당 보수공사
- 2024.02.08 제62회 졸업식(졸업생 23명, 총 14,500명)
- 2023.12.20 사이언스파크(지능형 과학실) 구축
- 2023.09.01 제24대 임혜경 교장 부임
- 2023.02.10 제61회 졸업식(졸업생 29명, 총 14,477명)
- 2022.02.18	제60회 졸업식(졸업생 33명, 총 14,448명)
- 2022.01.26	블렌디드교실 구축 공사(5개실)
- 2021.08.31	블렌디드교실 구축 공사(14개실)
- 2021.03.01	13학급 편제(특수 1학급)
- 2020.07.20	방송실 현대화사업
- 2020.03.01	10학급 편제(특수 1학급)
- 2020.02.21	제58회 졸업식(졸업생 30명, 총 14,394명)
- 2017.03.20	보건실, 미술실, 음악실, Wee클래스 현대화
- 2009.02.10	방송실 현대화 구축공사 완료
- 2008.12.18	영어체험실 구축공사 완료
- 2008.08.31	본관 중창공사 완료
- 2006.06.08	도서관 현대화
- 2005.03.15	과학실 현대화
- 1999.02.13	강당 준공
- 1996.03.01	화랑초등학교로 개명
- 1962.03.01	화랑국민학교로 개교
- 1946.11.15	부산사범학교 부속 국민학교 개교
- 1946.02.28	광신국민학교 개교
- 1941.04.01	부산제2공립국민학교로 개명
- 1912.04.01	부산제2공립심상소학교로 개교(설립인가 3월 20일)

## 참고 자료
- 화랑초등학교 - 한국교육학술정보원 학교알리미